# 巴特塞京根
巴特塞京根（德語：Bad Säckingen，發音：[baːt ˈzɛkɪŋən] ⓘ）是德国巴登-符腾堡州弗赖堡行政区瓦尔茨胡特县的城市，面积25.35平方千米，2023年12月31日人口为17,637人。